# Pomnik Aleksandra III (Moskwa)
Pomnik Aleksandra III (ros. Памятник Александру III) – nieistniejący już pomnik upamiętniający Aleksandra III, cara Rosji w latach 1881–1894, znajdujący się w Moskwie, zniszczony przez zwolenników bolszewizmu w lecie 1918 roku.
Cesarz Rosji Aleksander III Romanow zmarł 20 października 1894 roku, jeszcze tego samego roku ogłoszono konkurs na budowę pomnika dla uczczenia zmarłego władcy, który wygrał znany moskiewski architekt. Praca przy budowie pomnika trwała od 1900 do 1912 roku. Koszt wzniesienia pomnika wyniósł wówczas prawie dwa i pół miliona rubli. Jako miejsce na pomnik wybrano plac przed Cerkwią Chrystusa Zbawiciela. Pomnik został odsłonięty i poświęcony 30 maja 1912 roku w obecności cara Mikołaja II, carowej Aleksandry Fiodorownej, najważniejszych urzędników państwowych oraz władz Moskwy.
Pomnik Aleksandra III istniał zaledwie sześć lat, latem 1918 roku został zniszczony zgodnie z rozporządzeniem „W sprawie usuwania pomników wzniesionych na cześć królów i ich pracowników oraz rozwoju projektów pomników w Rosji rewolucji socjalistycznej” wydanym przez bolszewickich urzędników państwowych po rewolucji październikowej.

## Opis pomnika
Pomnik Aleksandra III wykonany był z brązu, przedstawiał cara siedzącego na tronie, trzymającego regalia władzy królewskiej: berło, jabłko królewskie, koronę, odzianego w płaszcz monarchy; pomnik zainstalowany był na granitowym cokole. Na rogach cokołu umieszczono cztery ukoronowane dwugłowe orły, nawiązujące do orłów umieszczonych na herbie Imperium Rosyjskiego. Na cokole umieszczono napis: "Nasz wielki car Aleksander III Aleksandrowicz 1881/1894".